# Никлассон, Расмус
Расмус Патрик Никлассон Петрович (швед. Rasmus Patrik Niklasson Petrovic; род. 17 мая 2003) — шведский футболист, нападающий ГАИС.

## Клубная карьера
Футболом начал заниматься в клубах «Севедален» и «Белинге». В составе последнего дебютировал в 2019 году во взрослом футболе, сыграв семь матчей в четвёртом шведском дивизионе. В 2020 году перешёл «Сириус», где выступал за юношеские команды клуба. В феврале 2023 года перешёл в «Далькурд», а в январе 2024 года перешёл в другой клуб, выступавший в первом дивизионе — «Оскарсхамн». В первых 15 матчах сезона забил четыре гола и отдал четыре голевых передачи, чем привлёк внимание некоторых клубов Алльсвенскана.
26 ноября 2024 года стал игроком ГАИС, подписав контракт, рассчитанный на четыре года. Впервые за основной состав сыграл 15 февраля 2025 года в матче группового этапа кубка страны с «Эребру». Никлассон вышел в стартовом составе и на 36-й минуте забил гол, ставший в итоге победным. 6 апреля во встрече с «Мьельбю» дебютировал в чемпионате Швеции, заменив в конце второго тайма Харуна Ибрахима.

## Клубная статистика
| Выступление      | Выступление      | Выступление      | Лига | Лига | Кубки | Кубки | Конт. кубки | Конт. кубки | Итого | Итого |
| Клуб             | Лига             | Сезон            | Игры | Голы | Игры  | Голы  | Игры        | Голы        | Игры  | Голы  |
| ---------------- | ---------------- | ---------------- | ---- | ---- | ----- | ----- | ----------- | ----------- | ----- | ----- |
| Белинге          | Дивизион 4       | 2019             | 7    | 0    | 0     | 0     | 0           | 0           | 7     | 0     |
| Белинге          | Итого            | Итого            | 7    | 0    | 0     | 0     | 0           | 0           | 7     | 0     |
| Далькурд         | Дивизион 1       | 2023             | 27   | 4    | 4     | 0     | 0           | 0           | 31    | 4     |
| Далькурд         | Итого            | Итого            | 27   | 4    | 4     | 0     | 0           | 0           | 31    | 4     |
| Оскарсхамн       | Дивизион 1       | 2024             | 25   | 8    | 0     | 0     | 0           | 0           | 25    | 8     |
| Оскарсхамн       | Итого            | Итого            | 25   | 8    | 0     | 0     | 0           | 0           | 25    | 8     |
| Хаммарбю         | Алльсвенскан     | 2025             | 1    | 0    | 3     | 1     | 0           | 0           | 4     | 1     |
| Хаммарбю         | Итого            | Итого            | 1    | 0    | 3     | 1     | 0           | 0           | 4     | 1     |
| Всего за карьеру | Всего за карьеру | Всего за карьеру | 60   | 3    | 7     | 1     | 0           | 0           | 67    | 4     |